# 牡丹车辆基地
牡丹车辆基地（：／ Moran Charyang Saeopso */?）是首尔交通公社位于京畿道城南市中院区的一个地鐵車輛基地，在首尔地铁8号线附近。这个车辆段主要用于首尔地铁8号线的8000系列车的修理维护和停放。